# Ivan Finotti
Ivan Finotti (São Paulo, 1970) é um jornalista e crítico brasileiro. Trabalhou nos jornais Notícias Populares, Diário de S. Paulo e O Estado de S. Paulo, e nas revistas Superinteressante e Flashback. Foi editor dos cadernos Ilustrada e Folhateen da Folha de S.Paulo. Finotti recebeu o Prêmio Esso de criação gráfica na categoria jornal em 2008.
É coautor dos livros Maldito - A Vida e o Cinema de José Mojica Marins, o Zé do Caixão e O Destino de Harry Potter.
No cinema, codirigiu e coproduziu o documentário Maldito - O Estranho Mundo de José Mojica Marins,[carece de fontes?] trabalho pelo qual recebeu o prêmio especial do júri e menção honrosa em cinema latino-americano no Festival Sundance de Cinema,[carece de fontes?] em 2001. Finotti codirigiu também o curta Mojica na Neve - Esta noite encarnarei em Sundance, de 2001.